# Szamuely György
Szamuely György (Nyíregyháza, 1899. július 4. – Szovjetunió, 1938. július 28.) magyar emigráns pártmunkás, politikus, tisztviselő, Szamuely Tibor népbiztos és Szamuely László testvére, Szamuely Tibor politológus apja, Szántó Rezső, Szántó Béla és Szántó Zoltán sógora. A sztálini törvénysértések áldozata lett.

## Élete
Szamueli Lajos és Farkas Cecília gyermekeként született zsidó családban, testvérei: Tibor, László, Zoltán, István, és János. Érettségi vizsgáját követően a Műegyetem hallgatója lett, katonai szolgálatot  a 3. honvéd gyalogezrednél teljesített. Magyarországon a Kommunisták Magyarországi Pártja tagja volt, majd a két munkáspárt (MSZDP és KMP) egyesülése után a nyíregyházi szervezet egyik vezetőségi tagjaként működött. 1919 elején Tibor testvére helyett ellene követtek el Nyíregyházán merényletet, amelyben súlyosan megsebesült. A Magyarországi Tanácsköztársaság idején a nyíregyházi lakáshivatalt vezette, majd a Belügyi Népbiztosságon dolgozott. A kommün bukása után 1919. szeptember 14-én reggel hat órakor Nyíregyházán pénzhamisítás bűntette vádjával letartóztatták. Számos pere volt, többször elítélték, végül összbüntetést határoztak meg, amely az 1921. március 18-án kelt ítélet alapján lázadás, izgatás és orgazdaság bűntette miatt 1919. december 11-től számított 5 évnyi és nyolc hónapi börtönbüntetést foglalt magában. Büntetését 1921. december 1-jén félbeszakították, és a szovjet–magyar fogolycsere-akció keretei között Szovjet-Oroszországba került, ahol a reklámiparban működött, mint tanácsadó, és belépett az SZK(b)P-be, továbbá publikált a Sarló és Kalapács című folyóiratban. A Szovjetunióban egy időben a szovjet külkereskedelmi minisztérium tisztviselője volt. A Sztálin által kezdeményezett tisztogatások során 1937. november 15-én letartóztatták, majd azzal a váddal, hogy egy, Kun Béla vezetése alatt álló ellenforradalmi terrorszervezet tagja, 1938. július 28-án halálraítélték, és még aznap kivégezték. A Szovjetunió Legfelsőbb Bírósága 1955. augusztus 10-én rehabilitálta.